# Abriolinidae
Abriolinidae es una familia de foraminíferos bentónicos de la superfamilia Geinitzinoidea, del suborden Fusulinina y del orden Fusulinida. Su rango cronoestratigráfico abarca desde el Pérmico hasta el Triásico medio.

## Clasificación
Abriolinidae incluye al siguiente género:
- Abriolina †